# 音乐风云榜新人盛典
音乐风云榜新人盛典（英語：Top Chinese Music Chart Breakthrough New Artist Awards）是中国内地最具影响力、最具权威、反映华语乐坛音乐现状的大型电视音乐颁奖典礼“音乐风云榜”之“新人盛典”。

## 历史
“第一届音乐风云榜新人盛典”於2008年首辦，由光线传媒主辦，北京卫视、四川卫视、山东卫视等多家中国大陆省级卫星频道全程播出。颁奖活动的年度入围新人歌手，均选自前一年各大卫视歌唱选秀节目的新人、唱片公司推出的发片新人以及音乐圈外的名人往乐坛首次发声的新人，有着近3亿的收视人群。颁奖典礼阵容之强大、制作之精良也属内地少见。届时将通过各大门户网站数几亿张选票票选各大奖项的获奖新人。

## 历届获奖名单

### 第一届
- 颁奖时间：2008年12月23日）
- 颁奖地点：北京欢乐谷华侨城大剧院[1]

1. 最佳新人专辑：王若琳
2. 最佳唱作新人：蘇醒
3. 最佳新人歌曲：王栎鑫
4. 最佳跨界男新人：胡歌
5. 最佳跨界女新人：李小璐
6. 港台最佳新人：林宥嘉
7. 特别推荐大奖：风云帮
8. 最佳全能艺人：魏晨
9. 港台最佳新人组合：棒棒堂
10. 内地最佳新人组合：SJ-M
11. 内地最佳新人：BOBO
12. 最佳EP：李易峰

### 第二届
- 颁奖时间：2010年1月11日
- 颁奖地点：北京温都水城[2]

1. 最具突破精神新人：黄靖伦
2. 最佳舞台魅力新人：A-Lin
3. 最佳跨界新人：张翰、俞灏明、魏晨、朱梓骁、郑爽
4. 最佳多栖新人：柳岩
5. 最佳新人组合：至上励合
6. 最佳新人EP：青鸟飞鱼《一匹》
7. 最佳新人专辑 ：棉花糖组合《小飞行》
8. 最佳唱作新人奖：徐佳莹
9. 最佳新人制作人：王啸坤
10. 新人盛典推荐大奖 音乐梦想学院三甲之张志伟、郭乐、马瑙
11. 最受媒体关注新人：曾轶可
12. 全能新人大奖：郑元畅
13. 全新出发新人大奖：大张伟
14. 华语乐坛新人榜样大奖：纵贯线

### 第三届
- 颁奖时间：2010年12月19日
- 颁奖地点：北京[3]

1. 最佳舞台魅力新人奖：郭书瑶、江映蓉
2. 全新出发大奖：付辛博
3. 最具风尚艺人：IME
4. 最佳唱作新人奖：严爵、李霄云
5. 最佳新人乐队： MR.乐队
6. 最佳跨界新人奖：沈凌
7. 特别推荐大奖：刘凤瑶
8. 最具突破精神新人：李欧
9. 最具音乐风格新人：刘惜君
10. 最佳新人组合奖：MIC
11. 年度最佳歌曲：魏晨
12. 媒体推荐大奖： 谢楠、春晓、2010快乐男声(李行亮、谭杰希、王野)
13. 最佳海外新人奖：贾斯汀·比伯
14. 最佳新人奖 ：韩庚
15. 最佳新人专辑奖：田馥甄
16. 新人榜样大奖：羽泉

### 第四届
- 颁奖时间：2011年11月24日
- 颁奖地点：北京[4]

1. 最佳潜力组合：sigma
2. 最佳组合：MIC
3. 最佳全能组合：JPM
4. 重新出发新人：Makiyo
5. 最佳全能歌手：何洁
6. 最佳潜力新人：潘辰、刘惜君、石头
7. 最佳唱作新人：陈翔
8. 最受欢迎唱作新人：许嵩
9. 最受欢迎跨界新人：付辛博
10. 媒体特别推荐大奖：激情唱响、中国藏歌会
11. 特别推荐原创新势力大奖：梁晓雪、唐荭菲、朱婧
12. 年度新人大奖：陈翔、胡夏、付辛博
13. 最受欢迎男歌手：炎亚纶
14. 最受欢迎女歌手：曾轶可
15. 最佳男演唱人：胡夏
16. 最佳女演唱人：郁可唯
17. 最佳专辑奖：杨宗纬《原色》
18. 最佳榜样歌手：周笔畅
19. 新人榜样大奖：孙楠

### 第五届
- 颁奖时间：2012年9月17日
- 颁奖地点：北京[5]

1. 最佳突破歌手：李炜
2. 最佳风格歌手：武艺
3. 最受欢迎歌手：汪东城
4. 年度新人大奖：李炜、武艺、刘心
5. 最受欢迎组合：EXO-M
6. 现场最佳造型奖：EXO
7. 年度唱作人：梁晓雪
8. 最佳EP ：刘心《隔壁家的孩子》
9. 最佳专辑：曲婉婷《我的歌声里》
10. 年度榜样歌手：潘玮柏

### 第六届
- 颁奖时间：2013年12月8日
- 颁奖地点：北京[6]

1. 最佳歌曲：宋冬野《董小姐》
2. 最佳EP：姚贝娜《心火》
3. 最佳民谣歌手：阿肆
4. 最佳舞曲歌手：吉克隽逸
5. 最佳组合：EXO
6. 年度潜力组合：SNH48
7. 年度潜力新人：白举纲
8. 年度风尚女新人：金池
9. 年度风尚男新人：李祥祥
10. 年度翻唱新人：左立
11. 年度实力新人：张玮
12. 年度跨界新人：大左
13. 年度影视新人：杨子姗
14. 最受关注电视节目艺人：张亮
15. 最受欢迎女歌手：刘忻
16. 最受欢迎男歌手：华晨宇
17. 最受欢迎组合：EXO-M
18. 乐坛榜样大奖：黄绮珊